# Carrick Forest
Carrick Forest je šumovit predjel na sjeveru Galloway Forest Parka u Škotskoj, zapadno od jezera Loch Doona, gdje izvire rijeka Doon, i jugozapadno od Dalmellingtona. Kroz Carrick Forest prolazi i duga biciklistička staza između Barra.
Kroz Galloway Forest Park protječe rijeka Stinchar, duga 20 kilometara i poznata po lososima, koja utječe u Firth of Clyde, na kojoj se nalaze vodopad Stinchar Falls, most Stinchar Bridge i auto-park Stinchar Bridge Car Park, s panoramskim pogledom na Galloway Hills. 
Cijela regija privlačna je izletnicima i zaljubljenicima u planinski biciklizam i ribičima, kojima je dozvoljeno pecanje na jezerima Loch Braden i Linfern Loch. Prijemni posjetiteljski centar nalazi se u Straitonu. 